# Archiv im Rhein-Kreis Neuss
Das Archiv im Rhein-Kreis Neuss ist ein kommunales Archiv in Trägerschaft des Rhein-Kreises Neuss.

## Geschichte und Zuständigkeit
Das Archiv ist das gemeinsame Archiv des Rhein-Kreises Neuss, der Städte Dormagen und Jüchen sowie der Gemeinde Rommerskirchen. Außerdem betreut das Team des Archivs im Rhein-Kreis Neuss das Stadtarchiv Grevenbroich. Das Archiv versteht sich als Anlaufstelle für alle, die sich für die Geschichte des Kreises und der vier Kommunen interessieren.
Organisatorisch-institutionell hat sich das Archiv aus dem Kreisarchiv Neuss entwickelt, das am 1. Mai 1982 mit dem Dienstbeginn des ersten Archivleiters Karl Emsbach als Archiv der gleichnamigen Kreisverwaltung in Grevenbroich seine Tätigkeit aufnahm. Da es in den ersten Jahren in sehr beengten Räumlichkeiten untergebracht war, erfolgte 1990 der Umzug in das Kreiskulturzentrum nach Dormagen-Zons.
Unter seinem jetzigen Namen firmiert das Archiv seit dem 1. Januar 2007, als das Kreisarchiv Neuss und das Stadtarchiv Dormagen vereinigt wurden. Seit dem 1. Januar 2013 ist das Archiv darüber hinaus für die Überlieferung der Gemeinde Rommerskirchen zuständig, seit dem 21. September 2018 auch für diejenige der Gemeinde (seit dem 1. Januar 2019 Stadt) Jüchen. Seit dem 1. November 2018 besteht ferner eine Verwaltungskooperation zwischen der Stadt Grevenbroich und dem Rhein-Kreis Neuss, wonach der Rhein-Kreis Neuss die Geschäfte des Stadtarchivs auf der Stadtparkinsel führt.
Von 1990 bis 2022 war das Archiv in der ehemaligen kurkölnischen  Landesburg Friedestrom in Dormagen-Zons beheimatet, wo auch das Kreismuseum Zons und das Internationale Mundartarchiv Ludwig Soumagne untergebracht sind. Seit Mai 2022 befindet es sich inmitten der Zonser Altstadt an historischer Stelle, wo einst das Franziskanerkloster, die Schule und das Rathaus ihren Platz hatten. In Jüchen betreibt das Archiv zudem eine Außenstelle in den Räumlichkeiten des ehemaligen Gemeindearchivs (Steinstraße 9).
Karl Emsbach hat das Archiv von 1982 bis 2011 geleitet; Seit dem 1. Januar 2012 hat Stephen Schröder die Archivleitung inne.

## Archivbestände
Das Archiv im Rhein-Kreis Neuss überliefert das amtliche Schriftgut des Rhein-Kreises Neuss, der Städte Dormagen, Grevenbroich und Jüchen sowie der Gemeinde Rommerskirchen einschließlich der jeweiligen Rechtsvorgänger vom ausgehenden 18. Jahrhundert bis zur Gegenwart. Die Urkundenüberlieferung reicht zurück bis ins Jahr 1471. Zu den meistgenutzten amtlichen Beständen zählen die Zivil- und Personenstandsregister der betreuten Kommunen, die zu großen Teilen auch in verfilmter und digitalisierter Form vorliegen.
Eine Ergänzung finden die amtlichen Unterlagen im nichtamtlichen Archivgut und in den Sammlungen des Archivs. Dazu zählen u. a. Unterlagen von Privatpersonen (Nachlässe), Vereinen oder Firmen, aber auch die Zeitungsüberlieferung, die verschiedenen Fotosammlungen sowie die Karten, Pläne und Grafiken. Zudem pflegt das Archiv eigene thematische Sammlungen (z. B. zum Ersten Weltkrieg). Zu den überregional bekanntesten Sammlungsstücken des Archivs gehört die von Johann Peter Delhoven verfasste Chronik von Dormagen für die Jahre 1783 bis 1823.
Ein Überblick über die Archivbestände samt Bestandsbeschreibungen und – soweit vorhanden – Onlinefindmitteln steht im Archivportal NRW zur Verfügung.

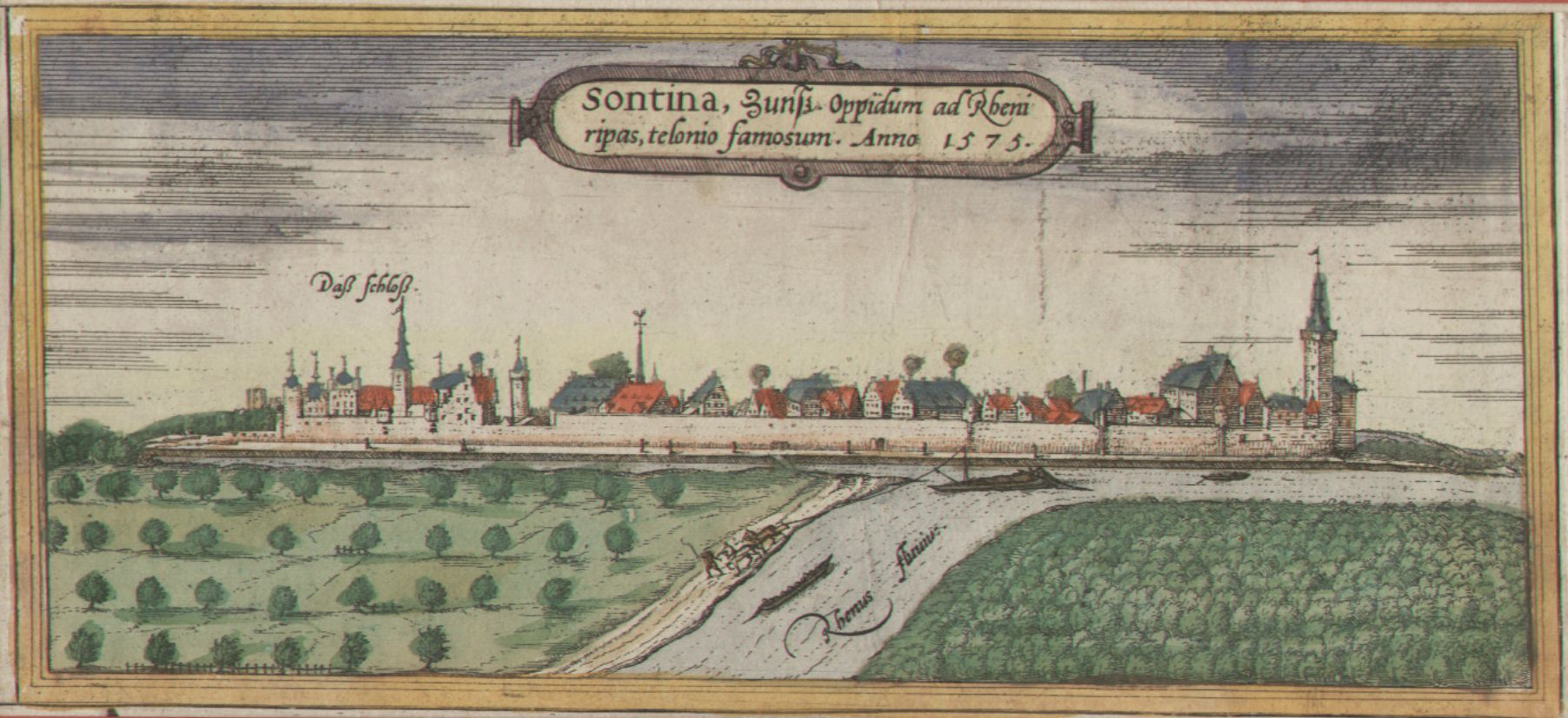
Rheinfront von Zons Franz Hogenberg (1575)

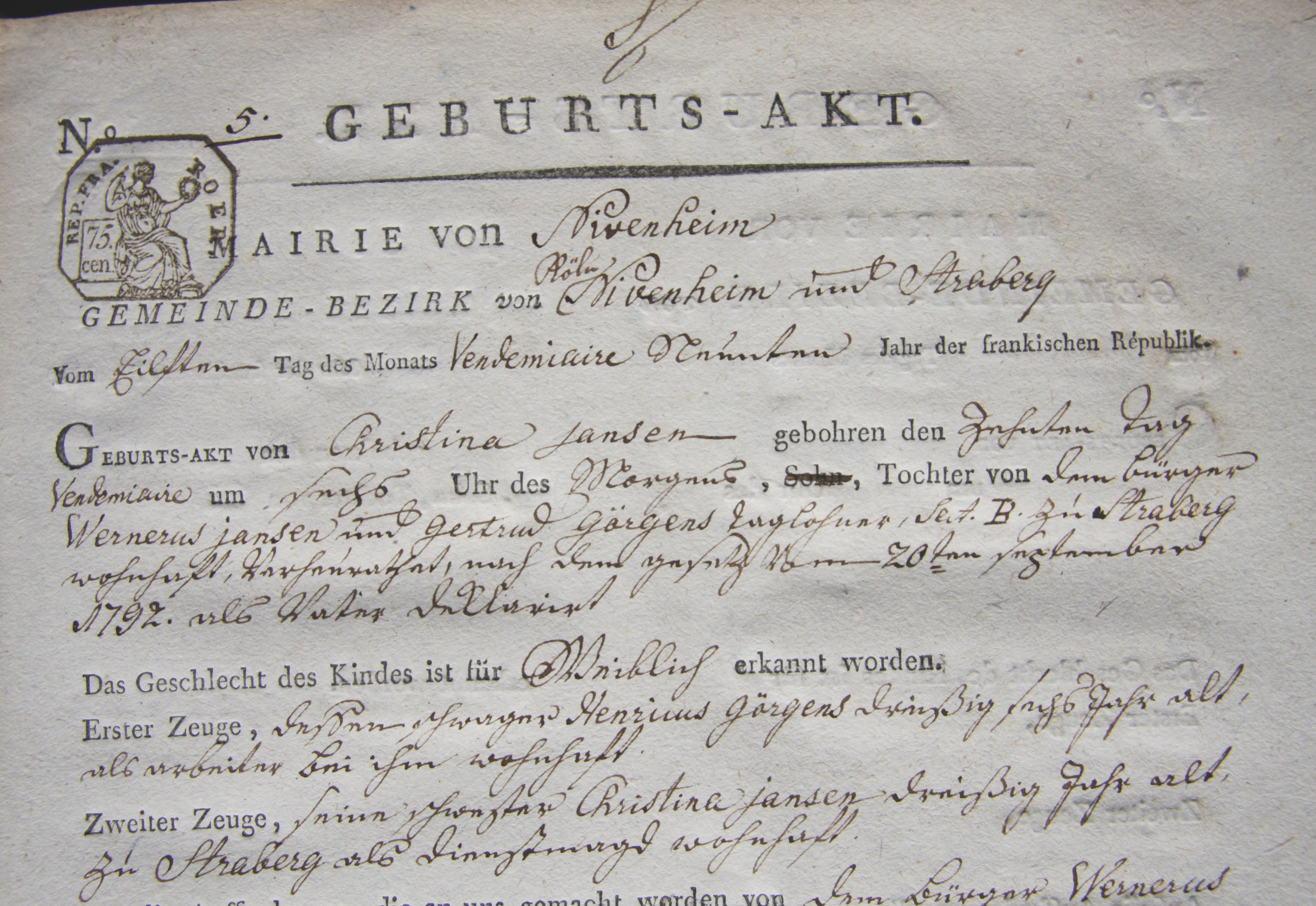
Geburtenregister Gemeinde Nievenheim (1802)

## Archivbibliothek
Dem Hauptstandort des Archivs in Dormagen-Zons ist eine gut 20.000 Werke umfassende Bibliothek angegliedert, deren thematische Schwerpunkte Publikationen zur rheinischen Regionalgeschichte und allgemeinen Kulturgeschichte bilden.
Die Bibliothek verfügt über einen Bestand von mehreren hundert bibliophilen Büchern, deren älteste über 500 Jahre alt sind. Die bibliophile Sammlung geht auf verschiedene Provenienzen zurück; einen großen Anteil davon machen Werke aus der ehemaligen Schlossbibliothek Dyck aus. Der Katalog der Bibliothek steht online zur Verfügung (Web-OPAC).

## Archivpädagogik
An allen drei Standorten bietet das Archiv verschiedene archivpädagogische Maßnahmen an, die von Schulklassen aller Altersstufen und Schulformen genutzt werden. Neben allgemeinen oder thematischen Archivführungen zählen dazu u. a. schulische Projekte und Archivworkshops zu ausgewählten Sachthematiken, in deren Rahmen die Schüler anhand zeitgenössischer Originaldokumente selbst forschend-entdeckend tätig werden. In der historischen Zollfeste Zons realisiert das Archiv zudem interaktive historische Stadtspiele.
Mit dem Bettina-von-Arnim-Gymnasium Dormagen und dem Norbert-Gymnasium Knechtsteden unterhält das Archiv Bildungspartnerschaften.

## Veranstaltungen
Zu den regelmäßigen Angeboten des Archivs zählen Ausstellungen, historische Themenabende, Sommerführungen durch die Burganlage und die Archive sowie die beiden historischen Reihen „Geschichte im Gewölbekeller“ und „Geschichte vor Ort“, welche am Standort Zons bzw. in den vom Archiv betreuten Kommunen jährlich mehrere Veranstaltungen zu unterschiedlichen Themen der Orts-, Regional- und Landesgeschichte versammeln.

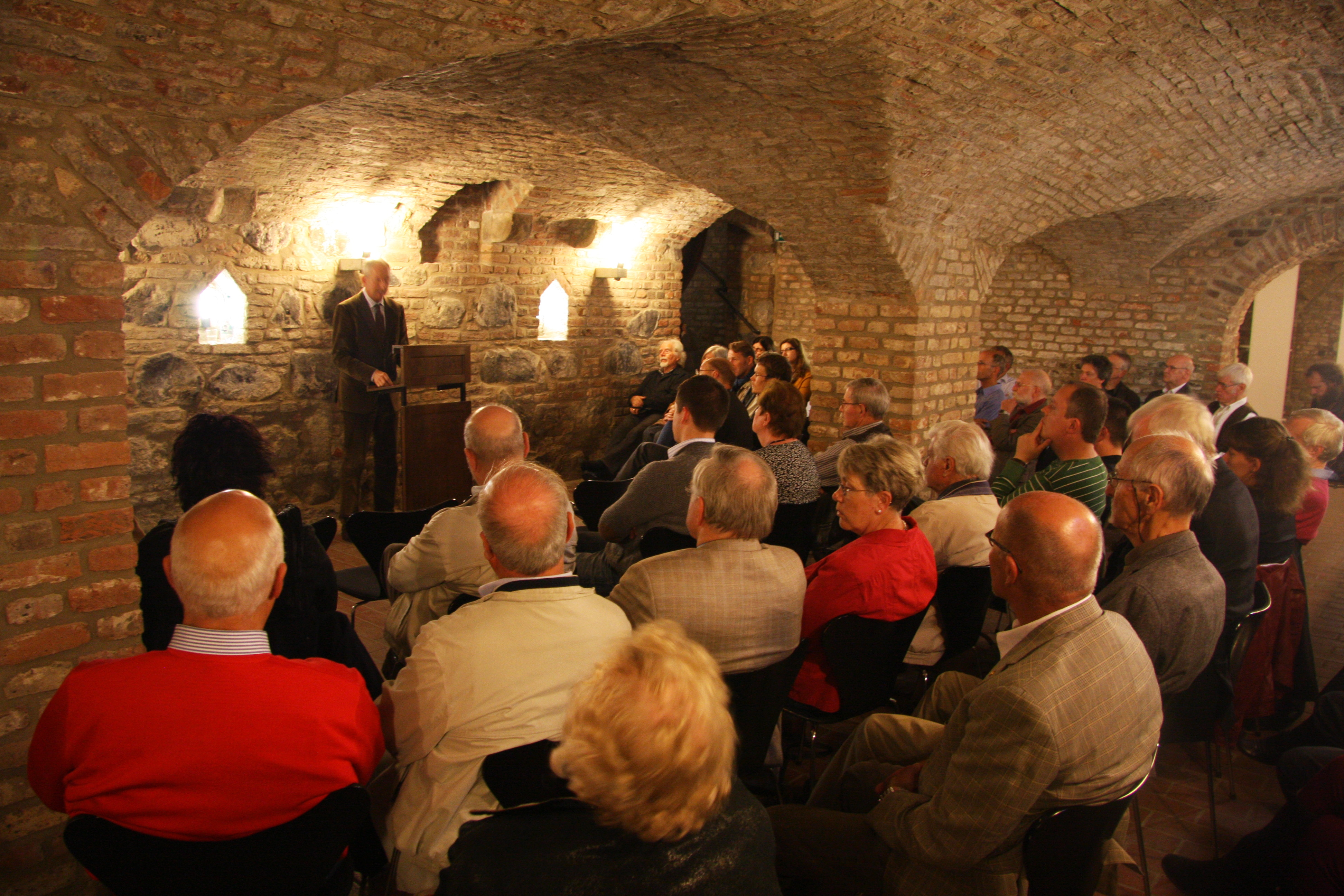
Vortragsveranstaltung "Geschichte im Gewölbekeller" (2012)

## Publikationen
Mit der Konzeption, Redaktion und Herausgabe von Publikationen vermittelt das Archiv geschichtliches Wissen über das Kreisgebiet und leistet historische Bildungsarbeit. Dies geschieht häufig in Zusammenarbeit mit dem Kreisheimatbund Neuss e. V.; das Archiv veröffentlicht aber auch eigene historische Publikationen zur Geschichte seines Sprengels.
Zu seinen regelmäßigen Veröffentlichungen zählt das seit 2000 erscheinende „Jahrbuch für den Rhein-Kreis Neuss“, das vom Kreisheimatbund Neuss e. V. herausgegeben und vom Archiv im Rhein-Kreis Neuss redaktionell sowie hinsichtlich der Schriftleitung betreut wird.

## Kreisheimatbund Neuss e. V.
Über seine archivischen Aufgaben hinaus fungiert das Archiv als Geschäftsstelle des Kreisheimatbundes Neuss e. V., dessen Geschäftsführung und Schriftleitung es wahrnimmt. Dem Kreisheimatbund gehören kreisweit über 130 Heimat-, Geschichts- und Brauchtumsvereine, die kreisangehörigen Städte und Gemeinden, der Rhein-Kreis Neuss und verschiedene Einzelpersonen an.